# Humlikon
Humlikon är en ort och kommun i distriktet Andelfingen i kantonen Zürich, Schweiz. Kommunen har 487 invånare (2021).